# Tatakoto
Ne doit pas être confondu avec Takapoto.
Tatakoto est un atoll situé dans l'archipel des Tuamotu en Polynésie française. Celui-ci est le chef-lieu de la commune de Tatakoto.

## Géographie

### Situation
Tatakoto est l'un des atolls les plus isolés des Tuamotu. Il est situé à 1 182 km à l'est de Tahiti. L'atoll le plus proche est Pukarua, qui se trouve à 170 km au sud-est. De forme allongée, il fait 14 km de longueur et 3,5 km de largeur maximales pour une surface de terres émergées de 7,3 km2. Il comporte un lagon de 20 km2 dépourvu de passe navigable.

### Démographie
En 2017, la population totale de Tatakoto est de 265 personnes, principalement regroupées dans le village de Tumukuru situé à la pointe ouest de l'atoll ; son évolution est la suivante :
| 184                                                     | 219 | 247 | 253 | 228 | 287 | 265 |
| Sources ISPF et Gouvernement de la Polynésie française. |     |     |     |     |     |     |

### Biodiversité
ar son isolement et l'absence de passe navigable, Tatakoto suscite un intérêt scientifique croissant en raison de la résilience inhabituelle de ses récifs coralliens. Dans un lagon soumis à de fortes amplitudes thermiques quotidiennes, plusieurs espèces de coraux, dont certaines du genre Acropora, prospèrent dans des conditions normalement délétères pour ces organismes. Ce phénomène fait l'objet d'études menées par le CNRS, en collaboration avec l'UNESCO et le programme 1 OCEAN d'Alexis Rosenfeld, dans le cadre de la Décennie des sciences océaniques pour le développement durable,. Les recherches visent à déterminer si cette tolérance thermique résulte d'une acclimatation environnementale ou d'une adaptation génétique transmissible. Des transplantations expérimentales sur l'île de Moorea ont révélé une robustesse inattendue, faisant de Tatakoto un site potentiel de conservation stratégique pour les récifs coralliens menacés à l'échelle mondiale.

## Histoire

### Découverte par les Européens
La première mention de Tatakoto semble avoir été faite simultanément par deux marins espagnols Domingo de Boenechea et José de Andía y Varela qui partant du Pérou ont débarqué sans se rencontrer le 29 octobre 1774 sur l'atoll. Il fut alors dénommé San Narciso, du nom du saint de l'éphéméride du jour de la découverte. L'île a été ensuite visitée par les Français qui la nommèrent Île d'Augier et les Britanniques qui l'appelèrent Clerkes Island.

### Période moderne
Au XIXe siècle, Tatakoto devient un territoire français peuplé alors d'environ 120 habitants autochtones vers 1850, où se développe la culture de cocotiers. Au début du XXe siècle, l'atoll est évangélisé avec la fondation de la paroisse de l'Immaculée conception en 1868, puis la construction de l'église homonyme en 1957 rattachée au diocèse de Papetee.
Lors de l'éclipse solaire totale du 11 juillet 2010, l'atoll de Tatakoto était l'un des lieux terrestres où la magnitude (1,055) et la durée (4 min 22 s) de l'éclipse étaient les plus importantes au monde.

## Économie
L'économie de l'île est principalement orientée historiquement vers l'exploitation de la cocoteraie, recouvrant l'ensemble du principal motu au nord, pour la coprah. Initiée en 2001, l'aquaculture du bénitier Tridacna maxima  (koeha en paumotu), qui est fortement présent dans le lagon (particulièrement adapté à l'élevage des nassains – tout comme celui de Fangatau, associé au projet – aboutissant à des densités de concentrations uniques au monde avec plus de 500 individus/m2), est pratiquée à des fins de consommation de la chair en Polynésie et d'exportation pour l'aquariophilie européenne et asiatique avec la délivrance en 2010 des concessions d'exploitation. Cette dernière activité, très réglementée et gérée par le Service de la pêche (SPE) au sein de fermes aquacoles couvrant en 2012 plus de 50 hectares du lagon (environ 3 % de sa surface totale), est de plus en plus importante et rémunératrice pour les habitants de l'atoll,.
Un petit aérodrome est inauguré en 1979 au sud du village de Tumukuru avec une piste de 1 200 m de longueur. Il accueille, en moyenne, environ 100 à 175 vols et 2 000 à 3 000 passagers par an, dont la moitié en transit.